# Rosemary Museminali
Rosemary Museminali (nascut el 1962) és una política i diplomàtica de Ruanda, que treballa actualment per al Programa Conjunt de les Nacions Unides sobre el VIH/sida (ONUSIDA), com a representant de la Unió Africana i Comissió Econòmica de les Nacions Unides per a Àfrica. Museminali és més coneguda pel seu paper de Ministra d'Afers Exteriors de Ruanda des del 2008 fins al 2009. També ha estat Ministra d'Estat de Cooperació Internacional del país i ambaixadora al Regne Unit.

## Primers anys
Va néixer el 1962 a Uganda, de pares refugiats ruandesos, que havia fugit del país després de la revolució ruandesa de 1959, que va veure la creació d'una república dominada per la majoria hutu i la persecució de la minoria tutsi. Museminali va créixer i va completar la seva educació a Uganda, obtenint un grau en treball social i administració de la Universitat Makerere el 1986. Mentre encara era a Uganda, Museminali va treballar com a gerent d'administració de Nyanza Textile Industries Limited.
A la dècada de 1990, un exèrcit rebel liderat per Paul Kagame, també refugiat a Uganda, va engegar una Guerra Civil ruandesa que va culminar amb el genocidi ruandès de 1994, en el que entre 500.000 i 1.000.000 tutsis i hutus políticament moderats foren assassinats per extremistes hutus. La guerra es va acabar quan les forces de Kagame van ocupar tot el país, permetent a milers d'exiliats tutsis, inclosa Museminali, retornar a llurs llars.

## Carrera política i diplomàtica
Després de la seva arribada a Ruanda, Museminali va començar a treballar al Ministeri de Benestar Social de Ruanda, ajudant a altres refugiats que intentaven tornar al país i tractant de reunir les famílies separades pel genocidi. Va romandre en el ministeri durant cinc anys, abans de passar a treballar com a secretària general de la Creu Roja ruandesa, càrrec que va ocupar poc temps. En 2000, Museminali va ser nomenada ambaixadora de Ruanda al Regne Unit, incloent càrrecs addicionals com a ambaixadora a la República d'Irlanda i els països d'Escandinàvia. Va romandre en aquest càrrec, amb seu a Londres, durant cinc anys.
Quan va tornar a Ruanda el 2005, Museminali va ser nomenada pel president Paul Kagame com a viceministra del Ministeri d'Afers Exteriors (MINAFFET), responsable de la cooperació internacional. Va ser promoguda el març de 2008 al càrrec de ministre d'Afers Exteriors. Durant el seu mandat com a canceller, va prioritzar el manteniment de la pau i la seguretat a Ruanda, així com impulsar a construir la pau internacionalment. Com a part d'aquest últim objectiu, va supervisar la participació de Ruanda en la Operació Híbrida de la Unió Africana i les Nacions Unides al Darfur. També va treballar internacionalment per desenvolupar l'economia de Rwanda. Al desembre de 2009, el president Kagame va acomiadar Museminali, reemplaçant-la per la ministra d'Informació Louise Mushikiwabo en una remodelació. A Museminali no se li va oferir cap altre càrrec al govern.
Alguns temps després d'abandonar el govern, Museminali es va traslladar a Addis Abeba per treballar pel Programa Conjunt de les Nacions Unides sobre el VIH/sida (ONUSIDA), com a representant de la Unió Africana i de la Comissió Econòmica de les Nacions Unides per a Àfrica. Seguia en aquesta funció en de 2016.